# Europa ocupada por la Alemania nazi

Alemania.
Área bajo ocupación nazi.
Aliados del tercer Reich.
Área dominada por los aliados.
Unión Soviética. (Aliado)
No beligerantes.

Europa fue ocupada por la Alemania nazi durante la Segunda Guerra Mundial (1939-1945). Gran parte de Europa cayó bajo el control directo o indirecto de las Fuerzas alemanas, y aunque algunos países se aliaron con el Reich, otros muchos fueron ocupados o conquistados durante las primeras fases del conflicto, como parte de la política expansionista del nacionalsocialismo encabezado por Adolf Hitler.
Muchos de estos países iniciaron la guerra como Aliados del Reino Unido o de la Unión Soviética, pero se vieron obligados a rendirse o fueron sometidos y posteriormente ocupados por la Wehrmacht. Otros países ocupados por los nazis se habían declarado oficialmente neutrales. A medida que la guerra fue avanzando y desaparecía la posibilidad de una victoria alemana, algunos miembros de las Potencias del Eje intentaron buscar la paz con las potencias aliadas y por ello fueron ocupados por el Ejército alemán. A partir de 1943 los países aliados (especialmente la Unión Soviética, desde el Frente oriental) comenzaron a avanzar sobre la Alemania nazi y a liberar las zonas ocupadas por los alemanes.

## Historia
Ya antes del estallido de la Segunda Guerra Mundial en 1939, Alemania comenzó la ocupación de territorios: en 1935 por plebiscito recuperó el Territorio de la Cuenca del Sarre administrado por la Sociedad de Naciones. En marzo de 1938 se anexionó Austria y en octubre hizo lo mismo con la región checoslovaca de los Sudetes. Al año siguiente Hitler invadió el resto de Checoslovaquia y la desmembró, creando un protectorado alemán con capital en Praga y una Eslovaquia independiente. Estos movimientos de la política exterior alemana se veían favorecidos por la inacción o las cesiones hechas por las Democracias occidentales, que ya en 1936 permitieron a Hitler la remilitarización de Renania, que contravenía las cláusulas del Tratado de Versalles.
El 1 de septiembre de 1939 la Wehrmacht invadió Polonia y comenzó la conflagración. A lo largo de los siguientes años, las tropas germanas se hicieron con la práctica totalidad del continente europeo mediante la conquista directa o el sometimiento y la alianza de algunas naciones. En algunos países se estableció una administración militar, como fue el caso de Bélgica, el Reino de Grecia o el Reino de Yugoslavia (con un territorio muy reducido en torno a Serbia), que se encontraban al frente de un Gobernador militar. Los alemanes también modificaron el mapa europeo: en algunas zonas establecieron administraciones especiales como el Reichskommissariat Niederlande en los Países Bajos, o incluso establecieron gobiernos títeres con la ayuda de colaboracionistas locales, como fue el Estado Independiente de Croacia que se fundó sobre las ruinas del desmembrado Reino de Yugoslavia. Francia fue un caso especial, ya que tras el Armisticio del 22 de junio de 1940 se estableció una administración militar al norte y oeste del país, mientras que en el sur se estableció un gobierno colaboracionista, la llamada «zona libre» de la Francia de Vichy, de la que también dependían los territorios africanos del vasto imperio colonial francés. Este gobierno títere mantuvo una cierta autonomía interna respecto a las decisiones de Berlín, hasta que en noviembre de 1942 fue ocupada la «zona libre» e integrada en la administración militar que regía en el resto del país.
El control alemán del continente europeo tuvo como consecuencia dejar al Reino Unido prácticamente solo ante la amenaza nazi. Muchos países ocupados por los alemanes como los Países Bajos, Noruega, Checoslovaquia, Polonia o el Reino de Yugoslavia establecieron gobiernos en el exilio en Londres. En algunos casos, los gobiernos en el exilio fueron formados en el interior por algunos de sus ciudadanos (como fue el caso de los partisanos yugoslavos de Josip Broz «Tito»).
El 22 de junio de 1941 los Ejércitos alemanes invadieron la Unión Soviética, con el objetivo de destruir al Ejército Rojo en 4 meses y hacerse con el control de los territorios rusos que se extendían hasta los Urales y el Cáucaso. En pocos meses fueron conquistados los Estados Bálticos, Bielorrusia y Ucrania, y las tropas de la Wehrmacht se situaron a las afueras de Moscú, pero allí se vieron detenidas y nunca pudieron atacarla. En el verano de 1942 las fuerzas alemanas ocuparon la zona de los ríos Don y Volga, y también una importante parte del Cáucaso, lo que constituyó el límite del avance militar germano durante la contienda. Mientras las divisiones pánzer se dirigían hacia el sur, los alemanes reorganizaron la estructura administrativa en los antiguos territorios soviéticos: fueron creados los Reichskommissariat Ostland y Reichskommissariat Ukraine, como el primer paso para la posterior colonización alemana de estos territorios y la expulsión o esclavización de las poblaciones eslavas locales. Esta colonización se basaba en las teorías nazis del Lebensraum y la búsqueda de «espacio vital» para la población alemana.
A pesar de lo que radiaba la propaganda nazi, Alemania no estuvo interesada en la creación de un nuevo Orden europeo y sus acciones buscaban más en la construcción de una Europa orientada hacia los intereses germanos. En un teórico futuro, Alemania concentraría todo el poder político, además de la industria pesada y armamentística, mientras que el resto de países y territorios europeos quedarían relegados a meros suministradores de trigo, alimentos y materias primas. Dentro del mapa europeo, en el centro se situaba una crecida Alemania y sus territorios anexiados. En lo que se denominó el «Gran Reich Alemán» había dos territorios que formalmente se encontraban fuera de Alemania: este era el caso del Protectorado de Bohemia y Moravia y del Gobierno General de Polonia. En segundo lugar se encontraban los aliados o satélites alemanes (Reino de Italia, Reino de Rumanía, Reino de Hungría, Reino de Bulgaria, Eslovaquia o Croacia) y en tercer lugar se situaban los estados neutrales (Portugal, Turquía, Irlanda, Suecia y Suiza). El caso de España en la Segunda Guerra Mundial fue particular, ya que su política exterior osciló entre la neutralidad y la «no beligerancia». Las políticas alemanas en los países ocupados tuvieron resultados desiguales: si bien se lograron la adhesión de importantes sectores de la población hacia la colaboración con la causa alemana, en otros casos la brutalidad y violencia que estos ejercieron provocaron el surgimiento de un importante movimiento de resistencia. Mientras en la Europa occidental los ocupantes tuvieron una política relativamente benévola, en la Europa oriental tuvo un carácter absoluto, inflexible y comparativamente mucho más violento. Sin embargo, los nazis sí aplicaron una política común para todos los países: la seguridad policial-militar, la dominación racial y la explotación económica completa de las zonas ocupadas.
Hasta el invierno de 1942-1943, la Alemania nazi mantuvo una superioridad militar abrumadora. Pero tras las graves derrotas de Stalingrado, Túnez y Kursk, la posibilidad de una victoria alemana se esfumó. En julio de 1943 Benito Mussolini fue derrocado y los italianos intentaron negociar su salida de la guerra, pero los alemanes se adelantaron y en septiembre invadieron el país, desarmando a sus antiguos aliados. Llegaron a crear un estado títere (República Social Italiana) donde repusieron a Mussolini como Duce, pero en realidad era una marioneta y los alemanes siguieron manteniendo el control del país. En marzo de 1944 también fue ocupada Hungría, en previsión de que intentara cambiar de bando. Pero ello fue en vano, ya que los desastres militares alemanas durante el verano (Campaña de Normandía y la Operación Bagration) supusieron prácticamente la liquidación del sistema europeo de Hitler. Las severas derrotas en el Frente oriental llevaron a la desmembración del sistema de alianzas en los Balcanes. A comienzos de 1945 las fuerzas de la Wehrmacht se encontraban no muy lejos de las fronteras alemanas anteriores a la guerra y la derrota estaba cerca; después de la caída de Berlín, entre el 7 y el 9 de mayo de 1945 se produjo su rendición incondicional y el fin de la guerra en Europa. En ese momento los alemanes todavía mantenían bajo su control importantes territorios ocupados, como Dinamarca, Noruega o parte del Protectorado de Bohemia y Moravia.

## Territorios ocupados
| País/territorio ocupado                   | Período histórico | Notas |
| ----------------------------------------- | ----------------- | --- |
| Reino de Albania                          | 1943-1944         | Ocupación de Albania |
| Estado Federal de Austria                 | 1938-1945         | Ostmark pasó a ser territorio alemán |

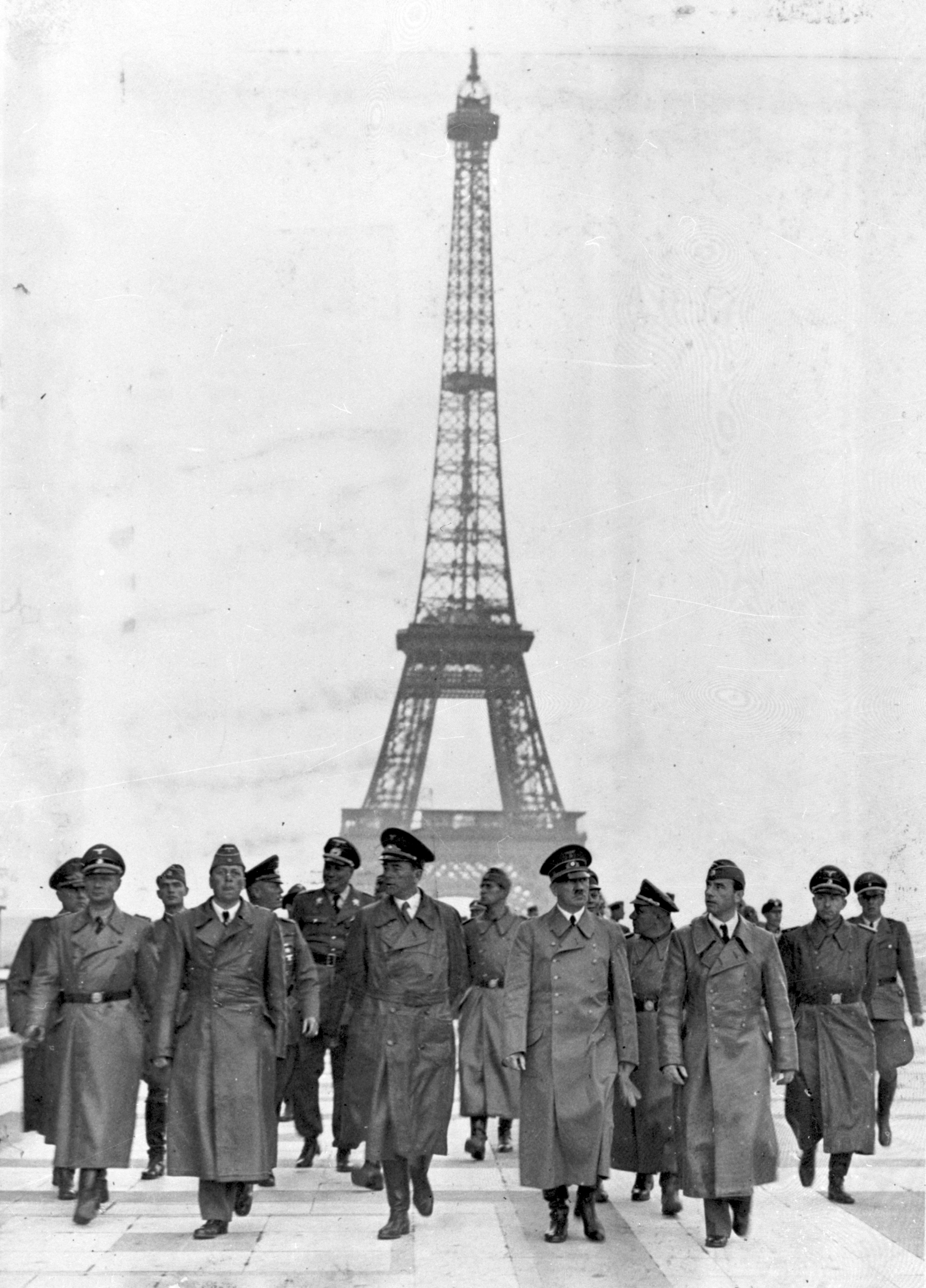
Adolf Hitler junto a la Torre Eifel de París, el 30 de junio de 1940.

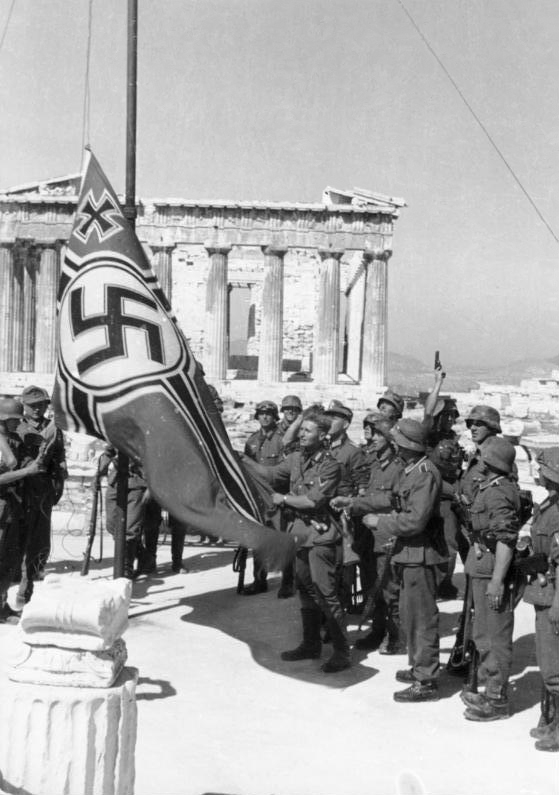
Soldados alemanes izando la Reichskriegsflagge en el Acrópolis.

| Reino de Bélgica                          | 1940-1944         | Bélgica en la Segunda Guerra Mundial - Eupen-Malmedy pasó a ser territorio alemán. |
| RSS de Bielorrusia[a]                     | 1941-1944         | - Ocupación de Bielorrusia - Reichskommissariat Ostland |
| República Checoslovaca                    | 1939-1945         | Ocupación de Checoslovaquia - Sudetes pasó a ser territorio alemán - Protectorado de Bohemia y Moravia - República Eslovaca - Zona Alemana de Protección en Eslovaquia                                                                        |
| Ciudad libre de Danzig                    | 1939-1945         | - Pasó a ser territorio alemán. |
| Reino de Dinamarca                        | 1940-1945         | Ocupación de Dinamarca por la Alemania nazi |
| República Eslovaca                        | 1944-1945         | Ocupación alemana de Eslovaquia |
| República de Estonia/ RSS de Estonia[a]   | 1941-1944         | - Ocupación de Estonia - Reichskommissariat Ostland |
| República francesa                        | 1940-1944         | - Alsacia-Lorena pasó a ser territorio alemán - Ocupación alemana de Francia - Francia de Vichy (ocupada 1942-1944) |
| Reino de Grecia                           | 1941-1944         | - Ocupación de Grecia - Estado Helénico |
| Guernsey[b]                               | 1940-1945         | Ocupación de las Islas del Canal |
| Reino de Hungría                          | 1944-1945         | Estado Húngaro |
| Reino de Italia                           | 1943-1945         | República Social Italiana |
| Jersey[b]                                 | 1940-1945         | Ocupación de las Islas del Canal |
| República de Letonia/ RSS de Letonia[a]   | 1941-1945         | - Ocupación de Letonia por la Alemania nazi - Reichskommissariat Ostland |
| República de Lituania/ RSS de Lituania[a] | 1941-1944         | Reichskommissariat Ostland - Territorio de Memel pasó a ser territorio alemán |
| Gran Ducado de Luxemburgo                 | 1940-1944         | Ocupación de Luxemburgo - Luxemburgo pasó a ser territorio alemán |
| Principado de Mónaco                      | 1943-1944         | Invasión de Mónaco |
| Reino de Noruega                          | 1940-1945         | - Ocupación de Noruega - Reichskommissariat Norwegen |
| Reino de los Países Bajos                 | 1940-1945         | - Ocupación de los Países Bajos - Reichskommissariat Niederlande |
| República de Polonia                      | 1939-1945         | - Ocupación alemana de Polonia - Gobierno General - Reichskommissariat Ostland - Territoritorios polacos anexionados |
| RSFS de Rusia[a]                          | 1941-1944         | Reichskommissariat Ostland |
| San Marino                                | 1944              | San Marino en la Segunda Guerra Mundial |
| RSS de Ucrania[a]                         | 1941-1944         | Reichskommissariat Ukraine |
| Reino de Yugoslavia                       | 1941-1945         | Ocupación de Yugoslavia - Eslovenia Oriental pasó a ser territorio alemán - Estado Independiente de Croacia - Estado Independiente de Montenegro - Territorio de Montenegro bajo ocupación alemana - Gobierno de Salvación Nacional de Serbia |

[a] Territorios constituyentes de la Unión Soviética.
[b] Territorios pertenecientes al Reino Unido.